# Pauline Schmitt Pantel
Pauline Schmitt Pantel (* 6. November 1947 in Vialas) ist eine französische Althistorikerin.

## Leben
Pauline Schmitt Pantel erwarb ihre Maîtrise an der Universität Lyon II mit einer Arbeit über öffentliche Bankette in griechischen Städten (La cité au banquet). 1969 erwarb sie die Agrégation und unterrichtete Geschichte und Geographie an Gymnasien. Sie wurde 1971 Assistenzprofessorin für Alte Geschichte an der Universität Paris VII. Von 1988 bis 1997 war sie Professorin für Griechische Geschichte an der Université de Picardie und von 1997 bis zu ihrem Ruhestand 2010 an der Université Paris 1 Panthéon-Sorbonne. 1994/95 war sie Fellow des Wissenschaftskolleg zu Berlin.
Ihr Spezialgebiet ist die antike griechische Kultur und Religion, insbesondere auch die Rolle der Frau im antiken Griechenland.
Sie ist verheiratet mit dem Mediävisten Jean-Claude Schmitt.

## Publikationen (Auswahl)
- (Hrsg.): Histoire des femmes en Occident. 1 L’Antiquité. Plon, Paris 1991, ISBN 2-259-02326-6.
  - deutsch: Geschichte der Frauen. Teil 1: Antike. Campus-Verlag, Frankfurt am Main 1993, ISBN 3-593-34910-8.
- La cité au banquet. Histoire des repas publics dans les cités grecques (= Collection de l’École française de Rome 157). École française de Rome, Rom 1992, ISBN 2-7283-0234-0.
- mit Louise Bruit Zaidman: La religion grecque. Colin, Paris 1989, ISBN 2-200-33038-3.
  - deutsch: Die Religion der Griechen. Kult und Mythos. C. H. Beck, München 1994, ISBN 3-406-38146-4.
- mit Claude Orrieux: Histoire grecque (= Collection premier cycle). Presses universitaires de France, Paris 1995, ISBN 2-13-046508-0.
- Hommes illustres. Moeurs et politique à Athènes au Ve siècle (= Collection historique). Aubier, Paris 2009.
- Aithra et Pandora. Femmes, genres et cité dans la Grèce antique (= La bibliothèque du féminisme). Éditions L’Harmattan, Paris 2009, ISBN 978-2-296-08961-7.
- mit anderen: Figures de femmes criminelles. De La Sorbonne Editions, Paris 2010